# Маняусъелга
Маняусъелга (устар.Маняуска) — река в России, протекает по Татарстану. Приток реки Стярле, в которую впадает слева в 36 км от её устья.
Длина реки составляет 15 км, площадь водосборного бассейна 57,7 км². Количество притоков длиной менее 10 км — 3, их общая длина — 8 км.
Населённые пункты, расположенные на реке Маняусъелга — Азнакаево, Маняуз.

## Данные водного реестра
По данным государственного водного реестра России относится к Камскому бассейновому округу, водохозяйственный участок реки — Ик от истока и до устья, речной подбассейн реки — бассейны притоков Камы до впадения Белой. Речной бассейн реки — Кама.
Код объекта в государственном водном реестре — 10010101312111100028480.